# 鈴木重好
鈴木 重好（すずき しげよし、? - 寛永12年9月25日（1635年11月4日））は、戦国時代から江戸時代前期にかけての武将。三河鈴木氏酒呑系、鈴木重時の子。子に鈴木重辰。通称は平三郎、平兵衛。石見守を称す。玄夢斎と号す。鳥居元忠の養女を室とする。

## 生涯
徳川氏の家臣・鈴木重時の子として誕生した。永禄12年（1569年）、父の重時が堀江城攻めにおいて戦死すると家督を継いだ。
元亀3年（1572年）に甲斐武田氏が遠江国へ侵攻した際に、信濃国から南下する別働隊の山県昌景によって三河国八名郡にあった居城の柿本城を攻められると、叔父・出雲守が守備する遠江井伊谷の小屋山城へ退いた。しかし、ここも山県勢に陥落させられると徳川氏の本拠であった浜松城に退いた（仏坂の戦い参照）。
その後、徳川家臣・井伊直政が旧領を回復すると近藤秀用、菅沼忠久と同様に、井伊家の配下に付けられた。天正12年（1584年）、小牧・長久手の戦いでは、一番槍を入れた直政の眼前で槍下の高名を挙げた。慶長7年（1602年）には、井伊氏の居城となる近江国の彦根城普請に勤しんだ。
井伊直政が死去し、少年だった直継が彦根藩を継ぐと、木俣守勝とともに家老として政務を行った。慶長10年（1605年）に彦根藩の家臣の中から、重好父子が藩の金銀や米を流用したり、自分に近い者を取り立てるなどの依怙贔屓を行ったりなどの不正を行っているとする全15か条からなる告発が出された。その中心にいる椋原正直や西郷重員は元は重好と同じ付人（家康の命で徳川家の直臣から直政の家臣に転属になった者）であり、訴えは家康の下にも届けられた。家康は表向きには訴えを取り上げなかったものの、井伊家中の混乱を鎮めるために重好を隠居させ家督を嫡子の重辰に譲らせた上で所領のある上野国に帰らせ、重辰と椋原らを和解させた。この騒動の背景に家中の権力争いがあるとみた家康は、争いに敗れた格好になっていた重好を穏便な形で彦根藩から追放することで混乱を収めたと推測されている。
その後、閉居生活を送っていたが、元和4年（1618年）、徳川秀忠により水戸藩付きを命ぜられると、孫の長松丸（のちの鈴木重政）を伴って赴任し、知行5千石を給され、水戸藩徳川家の家老となった。
寛永12年（1635年）、水戸にて死去した。戒名は慈照院殿華翁宗春居士。
なお、子の重辰は寛永11年（1634年）に急死したため、跡目は重辰の子である重政が継いだ。